# Iran Qajar
Qajar Iran (listenⓘ), còn được gọi là Qajar Ba Tư, Đế quốc Qajar, tên chính thức là Nhà nước Vĩ đại Iran (tiếng Ba Tư: دولت علیّه ایران Dowlat-e Âliyye-ye Irân) và còn được gọi là Các miền bảo hộ Iran (tiếng Ba Tư: ممالک محروسه ایران Mamâlek-e Mahruse-ye Irân), là một nhà nước Iran được cai trị bởi nhà Qajar, có nguồn gốc người Turk, cụ thể là từ bộ lạc Qajartribe, từ năm 1789 đến năm 1925. Gia tộc Qajar nắm toàn quyền kiểm soát Iran vào năm 1794, phế truất Lotf 'Ali Khan, vị Shah cuối cùng của triều đại Zand, và tái khẳng định chủ quyền của Iran đối với phần lớn của Kavkaz. Vào năm 1796, Mohammad Khan Qajar chiếm lấy Mashhad một cách dễ dàng, chấm dứt nhà Afsharid. Ông chính thức được trao vương miện Shah sau chiến dịch trừng phạt chống lại các đối tượng Gruzia của Iran. Tại Kavkaz, triều đại Qajar vĩnh viễn mất đi nhiều khu vực không thể thiếu của Iran đã rơi vào tay Đế quốc Nga trong suốt thế kỷ 19, ngày nay bao gồm Gruzia, Dagestan, Azerbaijan và Armenia. Bất chấp những mất mát về lãnh thổ, Qajar Iran vẫn duy trì sự độc lập chính trị của mình và tái tạo lại khái niệm về vương quyền của người Iran.